# بسر (يريم)

تعديل مصدري - تعديل

بسر هي إحدى قرى عزلة بني عمر بمديرية يريم التابعة لمحافظة إب، بلغ تعداد سكانها 496 نسمة حسب تعداد اليمن لعام 2004.